# Going for the One
A Going for the One a Yes nyolcadik, 1977-ben megjelent nagylemeze, melyen, miként az utána következő Tormato albumon is, a klasszikus felállásban játszik az együttes. A Going for the One két héten át vezette a brit lemezeladási listát, míg Amerikában a 8. helyig jutott a Billboard 200-as listán. Az USA-ban eladott 500 000 példány után aranylemez minősítést kapott.
A címadó dal kislemezként is megjelent 1977-ben, B-oldalán az Egyesült Királyságban a Turn of the Century-t, az Amerikai Egyesült Államokban az Awaken-t. Az album másik kislemeze a Wonderous Stories a brit slágerlistán a 7. helyet szerezte meg. A Parallels kétszer jelent meg kislemez B-oldalán: a Wonderous Stories Egyesült Királyságbeli, valamint a Going for the One német kiadásán.
Érdekesség, hogy a Wonderous Stories című szám szerepelt egy Cadillac DTS reklámban.

## Számok
|    | Cím                 | Szerző(k)                        | Hossz |
| -- | ------------------- | -------------------------------- | ----- |
| 1. | Going for the One   | Jon Anderson                     | 5:30  |
| 2. | Turn of the Century | Anderson, Steve Howe, Alan White | 7:58  |
| 3. | Parallels           | Chris Squire                     | 5:52  |
| 4. | Wonderous Stories   | Anderson                         | 3:45  |
| 5. | Awaken              | Anderson, Howe                   | 15:38 |

### A 2003-as kiadás bónusszámai
- Montreux's Theme – 2:38
- Vevey – 4:46
- Amazing Grace – 2:36
- Going for the One – 5:10
- Parallels – 6:21
- Turn of the Century – 6:58
- Eastern Number (az Awaken korai változata) – 12:16

## Közreműködő zenészek
- Jon Anderson – ének
- Chris Squire – basszusgitár
- Steve Howe – gitár
- Alan White – dob
- Rick Wakeman – billentyűs hangszerek

## További kiadások
- 1988 - Atlantic - CD
- 1994 - Atlantic - CD (Újrakevert)
- 2003 - Rhino - CD (Újrakevert, bónusszámokkal kiegészítve)

## Külső hivatkozások
- A Going for the One a Yes hivatalos oldalán
- A Going for the One a progarchives.com-on
- A Going for the One a progressiveworld.net-en